# Batlliu de Sas
El Batlliu de Sas és un antic terme, possiblement d'origen medieval, que donà pas al municipi de Benés, pertanyent a l'Alta Ribagorça, més tard integrat en el de Sarroca de Bellera, del Pallars Jussà.
Tenia el seu centre en el poble de Sas, i comprenia també els de Benés, Sentís i Erta (aquest darrer actualment integrat en el terme municipal del Pont de Suert). En certs moments també inclogué els pobles de Manyanet i el Mesull.
Està vertebrat per la muntanya de Sant Quiri, ja que els pobles que formaven el Batlliu de Sas són en els vessants d'aquesta muntanya.